# 麴義
麴義（？—？），東漢末年袁紹麾下將領，先前旅居涼州，在界桥之战中大破公孙瓒，后因恃功自傲为袁绍所杀。

## 生平
初平二年（191年），韓馥因為嫉妒各地豪傑多擁戴袁紹，所以經常減少軍糧，打算讓軍心動搖。這時，韓馥部將麴義叛變，於是韓馥前去討伐，反而敗給麴義。因為袁紹早已怨恨韓馥，所以很輕易地就接受麴義。
單于想叛離東漢朝廷，但袁紹、張楊都不願意。單于脅迫張楊與他一同離開，袁紹為了張楊，派麴義追擊到鄴城南方，大破單于軍。

### 界橋之戰
初平三年（192年），袁紹率軍迎戰公孫瓚，兩軍在界橋以南二十里處交戰。公孫瓚軍有三萬軍馬，氣勢威猛。袁紹命令麴義率領精兵八百人為先鋒，左右兩側設置一千張強弩。公孫瓚輕視麴義的兵馬較少，於是下令騎兵衝陣。麴義軍用盾牌掩護身體而不動。雙方的距離不到十幾步時，兩側弓弩齊發，迴盪著震天動地的廝殺聲。公孫瓚軍大敗，公孫瓚任用的冀州刺史嚴綱被斬，麴義軍斬殺了千餘人。麴義率軍追至界橋，公孫瓚集結部隊反攻。麴義再次擊敗公孫瓚，抵達公孫瓚軍營，拔掉公孫瓚營門的大旗，而剩下的殘兵則都逃走了。
袁紹在後方十多里處，聽聞公孫瓚已被擊破，於是解掉馬鞍讓馬休息，身旁守衛的只有幾十名能開硬弓的射手和大戟士百餘人。突然公孫瓚兩千多名被打散的騎兵殺到，將袁紹重重包圍，射下的弓箭像雨一樣。別駕從事田豐扶袁紹入空牆內，袁紹將頭盔扔在地上說：「大丈夫應該戰死，怎能逃入牆內苟延殘喘？」於是讓弓箭手射箭回擊，射傷不少騎兵。公孫瓚軍不知道是袁紹，不少人漸漸撤離。麴義趕來迎接袁紹後，公孫瓚的騎兵才全部撤離。

### 驕縱被殺
初平四年（193年），劉虞被公孫瓚所殺，烏桓峭王深受劉虞的恩德，於是率領同族人及鮮卑的七千多騎兵，和鮮于輔南下迎接劉虞之子劉和，並與麴義合兵十萬軍攻打公孫瓚。興平二年（195年），在鮑丘擊敗公孫瓚，斬首二萬餘級。於是公孫瓚退守易京，屯田種糧，逐漸能夠自給。相持了一年多，麴義軍的軍糧見底，士兵饑餓之下，有一數千人退離。公孫瓚趁機截擊，繳獲車輛輜重。
後來由於麴義驕傲放縱，袁紹殺了麴義，併吞了麴義的部隊。

### 先登死士
紹令麴義麴以八百兵為先登，強弩千張夾承之，紹自以步兵數万結陣於後。義久在涼州，曉習羌鬥，兵皆驍銳。
八百，這八百“先登”在袁紹大將麴義率領下竟然擊敗公孫瓚的“萬餘”騎，其中還包括精銳的“白馬義從”。

## 三國演義中的麴義
在小说《三国演义》中，麴义于第七回《袁绍磐河战公孙 孙坚跨江击刘表》登场，袁绍、公孙瓒两军在磐河对峙，袁绍令麴义引八百弓手，步兵一万五千，列于阵中，自引马步军于后接应。公孙瓒遣大将严纲为先锋，鼓噪前来，麴义军乱箭齐发，麴义拍马舞刀，斩严纲于马下，直杀过界桥，击败公孙瓒，斩将夺旗，复引军冲公孙瓒后军，正撞着赵云 ，战不数合，被赵云一枪刺于马下。

## 评价
- 袁绍：“此兵孤之前行，乃界桥搴旗拔垒，先登制敌者也。”（《汉晋春秋·袁绍与公孙瓒书》）
- 王粲：“义久在凉州，晓习羌鬥，兵皆骁锐。”（《英雄記》）